# Daytona USA
Daytona USA (яп. デイトナＵＳＡ Дэйтона Ю Эс Эй) — компьютерная игра для аркадного автомата Sega Model 2. Разработана компанией Sega AM2 и выпущена Sega. Позднее игра портировалась на консоли Sega Saturn, ПК, а также на Xbox 360 и PlayStation 3 посредством сервисов Xbox Live Arcade и PlayStation Network соответственно.
В 2009 году для аркадных автоматов была выпущена слегка обновлённая версия Daytona USA под названием Sega Racing Classic.

## Геймплей

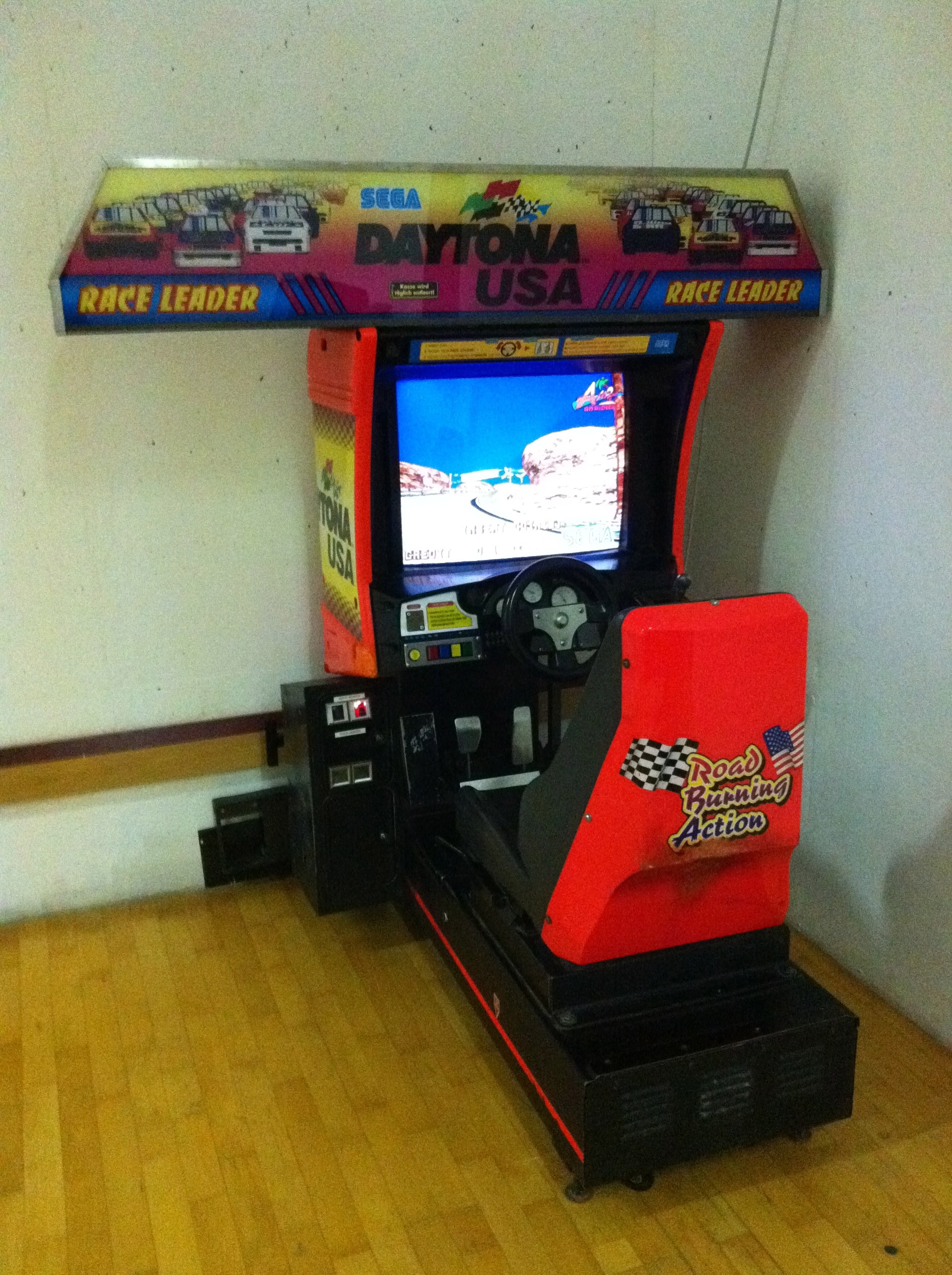
Аркадный автомат Daytona USA.

В версии игры для аркадных автоматов игрок управляет серийным автомобилем «Хорнет» (англ. Hornet) под номером 41 (счастливое число создателя игры Тосихиро Нагоси). Прототипом автомобиля является Chevrolet Lumina NASCAR. Машина по умолчанию окрашена в красный и синий цвета (вариант с механической коробкой передач в красный, черный и жёлтый цвета).
В игре представлена как автоматическая, так и механическая коробка передач. Переключать передачи игрок должен с помощью рычага или нажатием кнопки на геймпаде или клавиатуре, в зависимости от того на чём он играет: на аркадном автомате, консоли или компьютере. При правильном использовании механической коробки передач машина может ездить быстрее, чем на автоматической. Чем больше автомобиль получает повреждений, тем ниже становится его скорость. Однако на трассе за определённое время можно отремонтировать машину.
В отличие от других автосимуляторов того времени, в Daytona USA используется более «умный» искусственный интеллект. Компьютер анализирует мастерство игрока в первом круге, и уже во втором соперники будут двигаться с разной скоростью, в зависимости от мастерства игрока.
Другой особенностью Daytona USA является мультиплеер. Это первая игра для аркадного автомата, в которую можно играть ввосьмером, находясь в разных кабинах. Каждый игрок управляет разноцветными Хорнетами, и каждый должен согласиться на подключение (в противном случае игра может начаться с меньшим количеством игроков).
В игре также есть команды, которые информируют игрока о поворотах и управлении, и будут комментировать вождение, если машина разобьётся.

### Трассы
- Three-Seven Speedway (рус. Гоночная трасса «Три-Семь»), или 777 Speedway (рус. Трасса «777») — первая и самая простая трасса в игре. Основана на реальной трассе «Поконо» в американском штате Пенсильвания. Игрок должен пройти 8 кругов. Всего на трассе 40 автомобилей, в том числе и машина игрока. На горе выгравирован ёж Соник. Единственная из трасс, где можно применить «старт с хода» (англ. rolling start). В версии для аркадного автомата название трассы отсутствует, однако позднее оно стало известно после выхода саундтрека игры .
- Dinosaur Canyon (рус. Каньон динозавра) — трасса средней сложности, действие гонки происходит в каньоне. Игроку надо пройти 4 круга, количество машин уменьшено до 20. Для более сложного режима трасса не похожа на гонки NASCAR. Кроме того, в гонке придётся часто дрифтовать, чтобы избежать повреждений.
- Seaside Street Galaxy (рус. Улица галактического моря) — самая сложная трасса в игре. Игроку надо пройти 2 круга, но количество машин увеличено до 30. Единственная трасса, где есть пит-стоп. Около трассы присутствует статуя Джеффри, персонажа серии игр Virtua Fighter. При нажатии кнопки «Старт» («X» в версии Sega Saturn) Джеффри исполняет брейк-данс.

## Разработка игры
На создание игры вдохновила поездка в США геймдизайнера Sega AM2 Тосихиро Нагоси, куда он отправился, чтобы посмотреть гонки NASCAR. В то же время Sega AM2 искала новые пути для расширения и развития жанра автосимулятора. Упрощённый, но в то же время захватывающий характер гонок NASCAR побудил команду к попытке подражать этому в форме игры.
Оригинальная версия игры для аркадного автомата завоевала большую популярность в мире, благодаря целому ряду причин. В то время Daytona USA была одной из наиболее детализированных трёхмерных гонок, когда-либо созданных. Хотя в игре количество полигонов было ниже, чем в Virtua Racing, которая была выпущена в 1992 году, Daytona USA полностью отображала трёхмерные текстуры, создавая впечатление более реалистичного мира. Кроме того, игра работает на постоянной кадровой частоте 60 кадров в секунду.

## Версии и выпуски
Оригинальная версия игры была выпущена в 1993 и 1994 годах. Версия, игры выпущенная в Европе и Северной Америке имеет улучшенный искусственный интеллект, чем вышедший в 1993 году японский оригинал, но в остальном они идентичны.
Благодаря большой популярности, Daytona USA была портирована на консоль Sega Saturn в 1995 году. Эта версия была плохо оценена критиками за низкую частоту кадров в 20 кадров в секунду и многочисленные графические проблемы. Из-за сложной архитектуры консоли текстуры игры становились «шероховатыми», а камера была удалена далеко от машины. Однако на западе игра была оценена как шаг вперёд для видеоигр.
Версия игры на Sega Saturn включает в себя другие машины и живую аранжировку песен игры. Версия совместима со специальными геймпадами «Arcade Racer» (рус. Аркадный гонщик) и «3D Control Pad», последний из которых был выпущен на год позже после выхода игры.
Порт игры был запланирован для дополнения консоли Sega Mega Drive, Sega 32X, но из-за его провала по всему миру эта версия была отменена.
В 1996 году версия Daytona USA для Sega Saturn была портирована на ПК под управлением Windows. Портированием игры занималась компания Sega AM3, известная как Hitmaker.
В 2009 году Sega выпускает игру Sega Racing Classic для аркадной платформы Sega RingWide. Её геймплей полностью идентичен аркадной версии Daytona USA.
В 2011 году версия игры для аркадного автомата была портирована на консоли Xbox 360 и PlayStation 3 посредством сервисов Xbox Live Arcade и PlayStation Network соответственно. В игре была обновлена графика, добавлен онлайн-мультиплеер и стали доступны ремиксы песен. В 2017 году, версия для Xbox 360 была включена в программу обратной совместимости для консоли Xbox One. 7 февраля 2023 года, вместе с 40 другими играми, данная версия была убрана с магазина игр для Xbox 360, из-за чего игру стало невозможно приобрести на консолях Xbox.

## Саундтрек
Саундтрек написан и исполнен Такэнобу Мицуёси, однако в версии для аркадного автомата он не поет все песни сразу, так как эта версия игры имеет сравнительно ограниченные возможности для воспроизведение звука по сравнению с системами, которые полагаются на носитель компакт-диск.
25 мая 1994 года лейблами Futureland и Toshiba EMI был выпущен альбом Daytona USA/B-univ. Кроме Такэнобу Мицуёси, в создании музыки принимали участие композиторы Такаюки Накамура, Кадзухико Коти, Ясухиро Такаги, Дэвид Лейтз, Хироси Кавагути, Кацухиро Хаяси, Кадзухиро Нагаи и Коити Намики. Альбом содержит 47 треков.
| №                   | Название                        | Текст песни                   | Музыка              | Исполнитель                   | Длительность |
| ------------------- | ------------------------------- | ----------------------------- | ------------------- | ----------------------------- | ------------ |
| 1.                  | «Let’s Go Away»                 | Такэнобу Мицуёси, Дэвид Лейтз | Такэнобу Мицуёси    | Такэнобу Мицуёси, Дэвид Лейтз | 4:15         |
| 2.                  | «Pounding Pavement»             | Такэнобу Мицуёси, Дэвид Лейтз | Такэнобу Мицуёси    | Такэнобу Мицуёси              | 5:16         |
| 3.                  | «Daytona In The Night»          | Такэнобу Мицуёси              | Такэнобу Мицуёси    | Такэнобу Мицуёси, Дэвид Лейтз | 2:11         |
| 4.                  | «Sky High»                      | Такэнобу Мицуёси              | Такэнобу Мицуёси    | Такэнобу Мицуёси, Дэвид Лейтз | 4:16         |
| 5.                  | «Tornado»                       | Такэнобу Мицуёси              | Такэнобу Мицуёси    | Такэнобу Мицуёси              | 4:29         |
| 6.                  | «The Queen of Speed»            | Такэнобу Мицуёси              | Такэнобу Мицуёси    | Такэнобу Мицуёси              | 5:00         |
| 7.                  | «Let’s Go Away (Advertisement)» | Такэнобу Мицуёси              | Такэнобу Мицуёси    |                               | 0:57         |
| 8.                  | «Start Your Engines»            |                               | Такэнобу Мицуёси    |                               | 0:31         |
| 9.                  | «The King of Speed»             |                               | Такэнобу Мицуёси    |                               | 4:31         |
| 10.                 | «Let’s Go Away»                 | Такэнобу Мицуёси              | Такэнобу Мицуёси    |                               | 4:16         |
| 11.                 | «Sky High»                      | Такэнобу Мицуёси              | Такэнобу Мицуёси    |                               | 4:30         |
| 12.                 | «Pounding Pavement»             |                               | Такэнобу Мицуёси    |                               | 4:23         |
| 13.                 | «Breakdown»                     |                               | Такэнобу Мицуёси    |                               | 0:09         |
| 14.                 | «Bitchin’»                      |                               | Такэнобу Мицуёси    |                               | 0:11         |
| 15.                 | «Check It Out!»                 |                               | Такэнобу Мицуёси    |                               | 0:10         |
| 16.                 | «Sweat»                         |                               | Такэнобу Мицуёси    |                               | 0:10         |
| 17.                 | «Rolling Start»                 |                               | Такэнобу Мицуёси    |                               | 0:34         |
| 18.                 | «Dreaming of DAYTONA USA»       |                               | Такэнобу Мицуёси    |                               | 0:34         |
| 19.                 | «Could You Fly?»                |                               | Такэнобу Мицуёси    |                               | 0:34         |
| 20.                 | «Pounding Pavement (reprise)»   |                               | Такэнобу Мицуёси    |                               | 0:34         |
| 21.                 | «G,A,M,E,O,V,E,R»               |                               | Такэнобу Мицуёси    |                               | 0:10         |
| 22.                 | «David Goes to Victory Lane»    |                               | Дэвид Лейтз         |                               | 0:25         |
| 23.                 | «A.B»                           |                               | Хироси Кавагути     |                               | 0:07         |
| 24.                 | «EXN»                           |                               | Такаюки Накамура    |                               | 0:08         |
| 25.                 | «G.F»                           |                               | Коити Намики        |                               | 0:10         |
| 26.                 | «GLC»                           |                               | Хироси Кавагути     |                               | 0:09         |
| 27.                 | «GPR»                           |                               | Такэнобу Мицуёси    |                               | 0:08         |
| 28.                 | «H.O»                           |                               | Кацухиро Хаяси      |                               | 0:09         |
| 29.                 | «ORS»                           |                               | Такэнобу Мицуёси    |                               | 0:08         |
| 30.                 | «O.R»                           |                               | Хироси Кавагути     |                               | 0:06         |
| 31.                 | «P.D»                           |                               | Хироси Кавагути     |                               | 0:10         |
| 32.                 | «R.M»                           |                               | Кадзухиро Нагаи     |                               | 0:11         |
| 33.                 | «S.C»                           |                               | Такаюки Накамура    |                               | 0:08         |
| 34.                 | «S.F»                           |                               | Такэнобу Мицуёси    |                               | 0:08         |
| 35.                 | «S.H»                           |                               | Хироси Кавагути     |                               | 0:07         |
| 36.                 | «SMG»                           |                               | Коити Намики        |                               | 0:07         |
| 37.                 | «TOR»                           |                               | Ясухиро Такаги      |                               | 0:07         |
| 38.                 | «V.F»                           |                               | Такаюки Накамура    |                               | 0:10         |
| 39.                 | «V.R»                           |                               | Такаюки Накамура    |                               | 0:10         |
| 40.                 | «SHO»                           |                               | Кацухиро Хаяси      |                               | 0:08         |
| 41.                 | «VMO»                           |                               | Хироси Кавагути     |                               | 0:08         |
| 42.                 | «E.R»                           |                               | Хироси Кавагути     |                               | 0:09         |
| 43.                 | «T.B»                           |                               | Коити Намики        |                               | 0:10         |
| 44.                 | «QTT»                           |                               | Кацухиро Хаяси      |                               | 0:07         |
| 45.                 | «SDI»                           |                               | Кацухиро Хаяси      |                               | 0:09         |
| 46.                 | «Coming Soon»                   |                               | Такэнобу Мицуёси    |                               | 1:08         |
| 47.                 | «Extras»                        |                               |                     |                               | 0:58         |
| Общая длительность: | Общая длительность:             | Общая длительность:           | Общая длительность: | Общая длительность:           | 53:26        |

## Оценки и мнения
| Сводный рейтинг    | Сводный рейтинг                                         |
| Агрегатор          | Оценка                                                  |
| ------------------ | ------------------------------------------------------- |
| GameRankings       | 75,00 % (SAT) 20,00 % (PC) 75,38 % (PS3) 76,46 % (X360) |
| Metacritic         | 71/100 (PS3) 77/100 (360)                               |
| MobyRank           | 79/100 (SAT) 59/100 (PC)                                |
| Иноязычные издания |                                                         |
| Издание            | Оценка                                                  |
| 1UP.com            | B (PS3/360)                                             |
| AllGame            | (авт.) · (SAT) · (PC) · (PS3) · (360)                   |
| Eurogamer          | 9/10 (PS3/360)                                          |
| GamesRadar+        | 9/10 (PS3/360)                                          |
| GameZone           | 9,0/10 (PS3/360)                                        |
| IGN                | 7,0/10 (360)                                            |
| OXM                | 4,5/10 (360) 9/10 (360)                                 |
| TeamXbox           | 7,5/10 (360)                                            |
| WorthPlaying       | 8,0/10 (360)                                            |

Игра получила разносторонние оценки от критиков. Версия для аркадного автомата была оценена высоко. Сайт Allgame оценил Daytona USA в 4 звезды из 5 возможных.
Версия игры для Sega Saturn была оценена ниже, чем версия для аркадного автомата, но отзывы были достаточно положительными. Сайт Allgame назвали Saturn-версию «хорошим портом версии игры для аркадного автомата, но которой не хватает глубины, необходимой для игровой консоли».
Самые низкие оценки получила версия для ПК. PC Zone UK оценил ПК-версию в 20 баллов из 100.
Daytona USA для Xbox 360 и PlayStation 3 была высоко оценена критиками. Сайты Eurogamer, GamesRadar и GameZone оценили обе версии игры в 9 баллов.